# Лібералізм в Україні
Ця стаття містить огляд лібералізму в Україні, що обмежується ліберальними партіями, які мають значну підтримку, головним чином підтверджену їхнім представництвом у парламенті. 
Радикальні демократи були однією з панівних сил у дореволюційній російській Україні. Через розколотість партійної системи часові рамки обмежуються періодом після 1990 року. Позиція лібералізму в наш час є незрозумілою. 

## Історія
У середині 1990-х років з невеликих партій у Криму сформувалася Ліберальна партія України (Ліберальна партія, спостерігач Ліберальний інтернаціонал). Виборчий блок Юлії Тимошенко (БЮТ), схоже, за політичною програмою може відповідати назві "ліберальний". УДАР, який станом на 2013 рік має 42 місця у Верховній Раді, був описаний як "ліберальна партія західного зразка". Інші, невеликі ліберальні партії включають Ліберально-демократичну партію України, Партію "Реформи і порядок", "Пора!" і "Яблуко". Крім того, Демократичну партію України та Демократичний союз іноді називають ліберальними партіями, хоча їх ліберальний характер не був підтверджений. 

### Українська радикально-демократична партія
- 1905: Натхненні ідеями Михайла Драгоманова, симпатики російської Конституційно-демократичної партії в Україні утворили ліберальну Українську радикально-демократичну партію (УРДП).
- 1908: Партія реорганізована в Товариство українських поступовців (ТУП), яке стало домінуючою партією.
- 1917: Партію перейменовано на "Українську партію соціалістів-федералістів-соціалістів" (УПСФ), яка, попри свою назву, була ліберально-демократичною партією на чолі з Сергієм Єфремовим. Він не пережив антиукраїнських процесів комуністичного режиму. В еміграції партія була перейменована на свою первісну назву — Українська радикально-демократична партія.